# مثالية فعلية

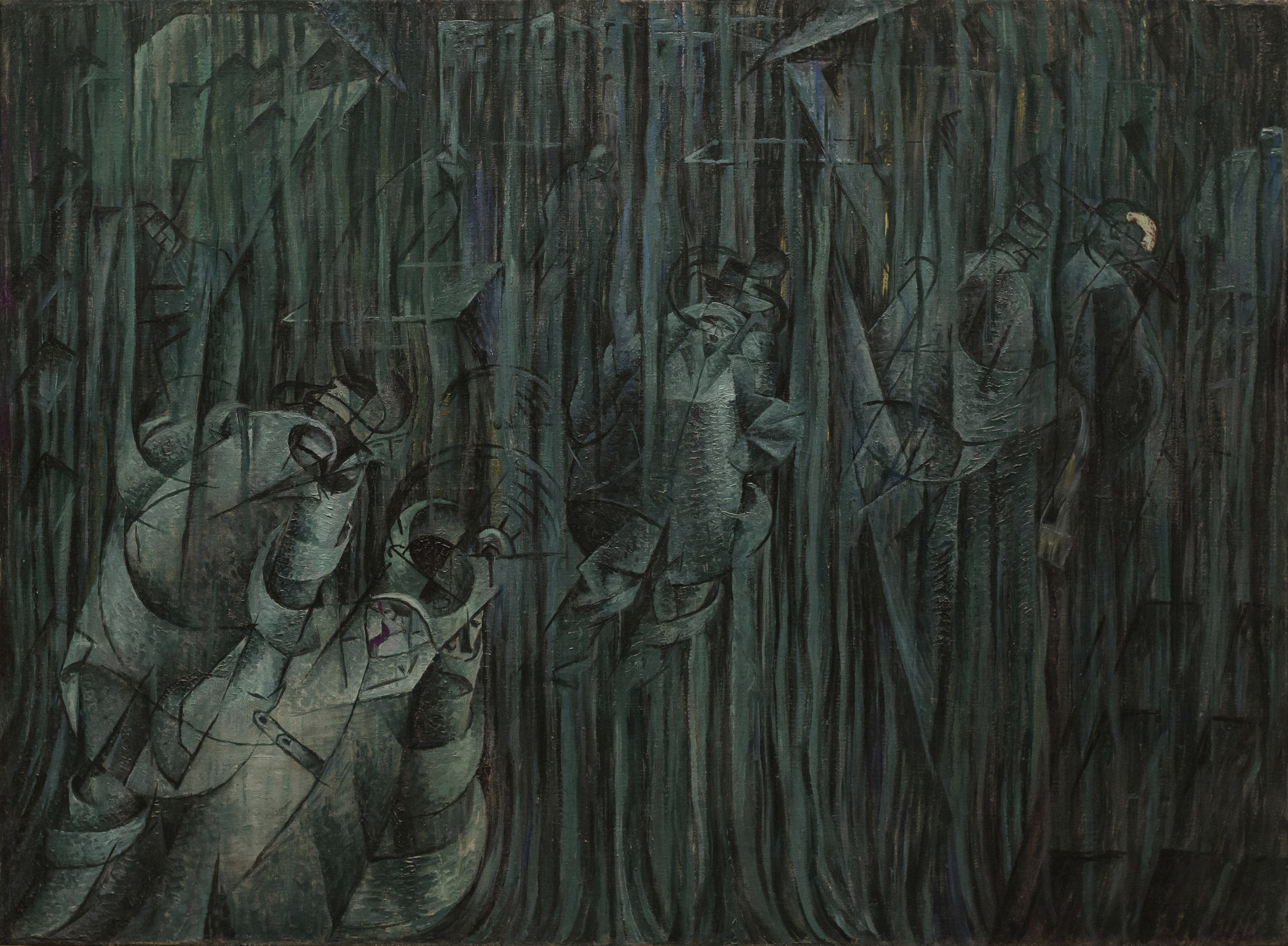

المثالية الفعلية Actual Idealism هي نظرية فلسفية مثالية تعود إلى فيلسوف الفاشية جيوفاني جنتيلي و مفادها أن الواقع هو فعل التفكير و ليست الأفكار المجردة فقط أي أن الواقع هو الوعي بالفكر وليس الفكر في حد ذاته، إذ تعد هذه النظرية تطور لنظرية المثالية المطلقة عند هيجل التي ترى أن الواقع هو الفكر في حد ذاته .

## الفرق بين المثالية الفعلية والمثالية المطلقة
لفهم المثالية الفعلية لابد من فهم المثالية المطلقة عند هيجل , و لفهم هذه الأخيرة لابد من الرجوع أيضا لباقي النظريات المثالية، حيث تنقسم المثالية إلى مثالية مفوضوعية أسسها أفلاطون و مفادها أن الواقع هو الفكر الموضوعي المستقل عن الذات الإنسانية ومعنى الاستقلال هنا ليس امتناع المعرفة وإنما استقلال في الوجود بخلاف المثالية الذاتية التي ترد الواقع إلى الفكر الذاتي الفردي، أما المثالية المطلقة فإنها ضرب من المثالية الموضوعية لكن تعريفها للفكر ليس كأي تعريف فالفكر بالنسبة إليها ليس ما يراد به بالمعنى السيكولوجي العام من أنه القوة المسؤولة عن الربط المنطقي السليم بين قضايا الذهن بل هو فكر الفكر أو ما يسمى بالروح المطلق أي العلة من وجود الفكر بمعناه ولهذا يقول هيجل أن الروح المطلق هو الوعي الذاتي لله Self-Consciousness of God و الله عنده هو القوة التي تدفعنا إلى التفكير و عندما نفكر في هذه القوة نفسها نقول إنه وعي هذه القوة بذاتها أو وعي الله بذاته وهو الروح المطلق Absolute Spirit .
كل هذا يقبله صاحب المثالية الفعلية السيد جنتيلي لكنه يرى أن مشكل المثالية المطلقة يكمن في أنه أغفلت أن الواقع ليس هو الأفكار المجردة بل الوعي بها أو فعل التفكير Act .

## المثالية الفعلية والفاشية
كان السيد جيوفاني جنتيلي من مفكري الفاشية أو فيلسوف الفاشية كما يطلق على نفسه، فالدولة الفاشية كما عرفت نفسها بما عرفها به وزيرها وفيلسوفها تجسيد للفكر وللإرادة المشتركة لأبناء الشعب.